# Охримович Степан Богданович

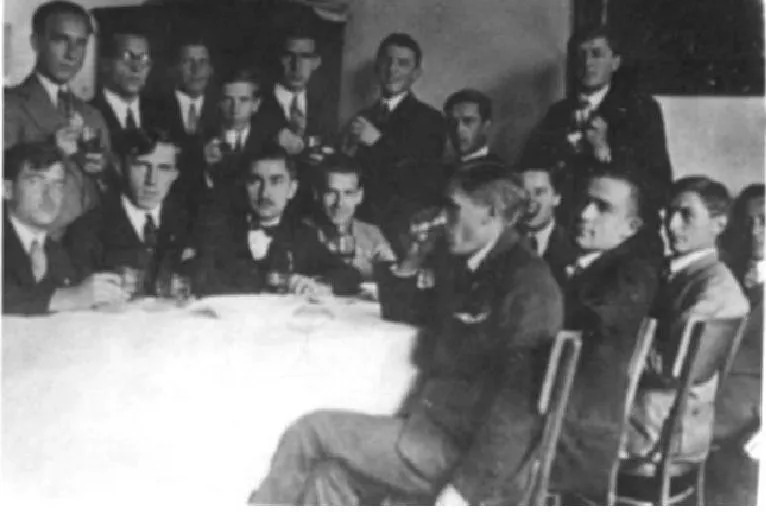
Курінна рада пластового куреня «Червона Калина». Сидять зліва направо: Степан Охримович, Володимир Калинович, Володимир Ерденберґер, Євген Пеленський, Богдан Чехут, Осип Грицак, Роман Ерденберґер, Степан Новицький, Михайло Поточняк. Стоять зліва направо: Осип Тюшка, Н, Остап Каратницький, Степан Бандера, Юліан Гошовський, Ярослав Рак, Ярослав Падох, Роман Щуровський. Львів, «Академічний дім», 21 жовтня 1928 р.

Перший Конґрес Українських Націоналістів у Відні, 1929 рік. Сидять зліва направо 1 ряд: Юліан Вассиян, Дмитро Андрієвський, Микола Капустянський, Євген Коновалець, Микола Сціборський, Яків Моралевич, Володимир Мартинець, Микола Вікул. Стоять зліва направо 2 ряд: Іван Малько, Осип Бойдуник, Максим Загривний, Євген Зиблікевич, Петро Кожевників, Дмитро Демчук, Леонід Костарів, Олесь Бабій, Ріко Ярий, Михайло Антоненко, Зенон Пеленський. Стоять зліва направо 3 ряд : Юрій Руденко, Ярослав Барановський, Степан Охримович, Степан Ленкавський, Андрій Федина, Ярослав Герасимович, Теофіл Пасічник-Тарнавський, Олександр Згорлякевич

Степан Богданович Охримович (псевдо: «Степан», «Володимир Арсенич», «Охрим») (18 вересня 1905, м. Сколе, нині Львівська область — 10 квітня 1931, нині с. Завадів, Стрийський район, Львівська область) — член-засновник ОУН, 3-й крайовий провідник ОУН (10.1930 — †10.04.1931).

## Життєпис
Народився 18 вересня 1905 року в місті Сколе в родині греко-католицького священика отця Богдана Охримовича і Анни Мартинків.

### Навчання
Навчався в Академічній гімназії у Львові, а згодом у Стрийській гімназії, яку закінчив (склав матуру) з відзнакою у 1923. Член Пласту. У віці старшого пластуна спочатку був членом куреня Лісові Чорти, згодом осавул 2-го куреня Червона Калина.
Вивчав філософію в Таємному українському університеті у Львові протягом 1923—1924. Навчання змушений був перервати через хворобу і відновив його у Львівському університеті.
Брав активну участь у студентському житті, ініціатор I крайової студентської конференції у 1929. Співредактор журналу «Студентський шлях».

## Політична діяльність
Член УВО. У 1926 співзасновник «Союзу української націоналістично молоді», його організаційний та ідеологічний референт.
З 28 січня до 3 лютого 1929 брав участь у Першому Конгресі Українських Націоналістів у Відні, був секретарем Президії, працював у ідеологічній комісії, виступив із доповіддю «Причини невдачі наших визвольних змагань».
Обіймав посаду організаційного референта Крайової екзекутиви ОУН протягом 1929—1930, а також референта пропаганди у 1930—1931.

### Діяльність на посту Крайового провідника ОУН
Після смерті 30 вересня 1930 р. Юліана Головінського керівництво Організацією Українських Націоналістів на західноукраїнських землях перебрав Степан Охримович, який насамперед зробив деякі зміни в складі Крайової Екзекутиви. Зі складу колишньої КЕ вибули два члени: Богдан Кравців, який був ув'язнений у зв'язку з нападом під Бібркою і пізніше засуджений до З років тюрми, та Зенон Пеленський, покликаний восени 1930 року до польського війська і пізніше теж засуджений на бібрському процесі на 3 роки тюрми. Залишилися на волі такі давніші члени КЕ, як Іван Ґабрусевич, Зенон Коссак, Роман Шухевич, Степан Ленкавський, о. Ярослав Чемеринський і Михайло Колодзінський, і всіх їх Степан Охримович далі залишив у складі Крайової Екзекутиви ОУН. Очолюючи далі референтуру юнацтва, І. Ґабрусевич став заступником Крайового Провідника, організаційну референтуру перебрав 3. Коссак, бойову — Р. Шухевич, військовою далі керував М. Колодзінський, ідеологічною — С. Ленкавський, фінансовою — о. Я. Чемеринський. Новим членом КЕ, який очолив референтуру пропаґанди, став молодший шкільний товариш Степана Охримовича зі стрийської української ґімназії — Степан Бандера.

Зліва Степан Охримович, у центрі Зенон Коссак, Лев Крисько.

Того періоду своєї діяльности ОУН звернула головну увагу на завершення формування своїх організаційних та ідеологічно-політичних основ. Започатковане сотн. Ю. Головінським, як Крайовим Провідником ОУН і одночасно Крайовим Комендантом УВО, фактичне злиття ОУН і УВО в єдину, одностайну Організацію Українських Націоналістів завершилося.
Правда, на вістку про загибель Ю. Головінського, ПУН і Начальна Команда УВО вислали на українські землі Петра Сайкевича, як його наступника. Прибувши під кінець 1930 року на ЗУЗ, Сайкевич заходився організувати нову Крайову Екзекутиву ОУН-УВО з колишніх членів УВО, відомих йому як колишньому бойовому референтові Крайової Команди УВО. Між іншим він запропонував пост свого заступника Романові Барановському. Така непродумана акція мала довести до конфлікту з уже діючою Крайовою Екзекутивою ОУН.
У зв'язку з цим на початку 1931 року у Львові відбулася перша Крайова Конференція ОУН. Технічно її підготовив Зенон Коссак, як організаційний референт КЕ ОУН на ЗУЗ, а проводив її заступник Крайового Провідника ОУН Іван Ґабрусевич-«Джон».
Крайова Конференція ОУН не погодилася на те, щоб пост Крайового Провідника перебрав Петро Сайкевич, висловила повне довір'я діючій Крайовій Екзекутиві ОУН, очоленій Степаном Охримовичем, і передала Проводові ОУН, полк. Є. Коновальцеві, своє побажання, щоб він затвердив персональний склад існуючої КЕ на ЗУЗ і відкликав пропоновану ПУН-ом персональну зміну на пості Крайового Провідника ОУН. Довідавшись про вирішення Конференції, Сайкевич негайно передав пост Крайового Коменданта УВО сотникові Богданові Гнатевичеві, відділяючи той пост від посту Крайового Провідника ОУН, щодо якого він заявив свою некомпетентність.
Полковник Є. Коновалець апробував постанови Крайової Конференції ОУН і затвердив персональний склад діючої КЕ під проводом Степана Охримовича, але залишив сотника Богдана Гнатевича на посту Крайового Коменданта УВО. При цьому, одначе, він зробив засадничу зміну щодо характеру посту Крайового Коменданта УВО і самої УВО. Згідно з цією зміною, фірму УВО належало зберігати далі, але лише формально, для політично-пропагандивних цілей, а насправді затверджувалося стан, що УВО, як окрема організація, фактично вже перестала існувати, її кадри повністю перейшли до складу ОУН, переважно до її бойової референтури, що нею керував бойовий референт Крайової Екзекутиви ОУН. Збережений пост Крайового Коменданта УВО повинен був мати тепер лише моральне значення: на тому пості повинна бути людина досвідчена в справах підпільно-бойової діяльності, як авторитетний дорадник для КЕ ОУН. А тому й окреслення «Крайова Команда УВО» повинно мати тепер лише політично-пропагандивне значення, бо фактично залишався тільки Крайовий Комендант УВО, визначений Проводом ОУН за кордоном, в узгідненні з Крайовою Екзекутивою ОУН. «Крайова Команда УВО» вже жодних окремих референтур не творила і ніякої окремої від ОУН діяльності УВО на ЗУЗ не вела.
У висліді цієї постановки, у практиці на внутрішньоорганізаційному відтинку вже жодної проблеми ОУН-УВО не було, діяла лише єдина й одностайна ОУН, а під назвою УВО вважалося (на внутрішньоорганізаційному відтинку) клітини бойового реферату ОУН. Одначе треба згадати, що на зовнішньому відтинку, в українській і чужинецькій пресі, а також під час судових процесів проти членів ОУН ще впродовж довшого часу була мова про УВО.
Послідовно завершилася теж започаткована за Юліяна Головінського перебудова всієї ОУН на систему законспірованих п'яток, зглядно трійок, що досі пристосовувано лише до бойової референтури. Але водночас ідеологічно-політичному вишколові піддано всі без винятку кадри бойового реферату ОУН. Тому до ОУН не перейшли з УВО ті люди, які, бувши членами УВО, як самостійної бойової організації, — під ідеологічно-політичним поглядом стояли не на позиціях українського націоналізму, а симпатизували з якоюсь «орієнтацією» чи якимось окремим напрямком, як, наприклад, прихильники Дмитра Палієва, симпатини УНДО або соціал-радикальної партії. Правда, таких людей у лавах УВО було вже цілком мало, а тому не було й яких-небудь спроб протиставитися процесові чіткого ідеологічно-політичного оформлення Організації: хто не погоджувався з тим процесом, той просто переходив до котроїсь із леґальних українських партій, яка відповідала його особистим політичним поглядам, або ставав осторонь від організованої політичної боротьби.
Відносно короткий період часу, за якого Степан Охримович керував Організацією Українських Націоналістів на західноукраїнських землях, становить важливий етап в історії ОУН, як безпосередньо під організаційним оглядом і безперервно щодо змісту продовження праці за часів Юліана Головінського. Але Ст. Охримовичеві припало керувати Організацією у важкі часи польської «пацифікації», яка намагалася стероризувати все українське громадянство й завдати смертельний удар українському підпіллю.
Правда, Стрийщину, де жив у своїх батьків С. Охримович, оминула хвиля жорстокої «пацифікації» і навіть масових арештів, а тому й Крайовий Провідник не був ув'язнений. Але в березні 1931 року, коли на західноукраїнських землях проминула хвиля масових арештів, Степана Охримовича несподівано ув'язнено й піддано поліційному слідству із застосуванням найжорстокіших тортур. Слідство не дало поліції бажаних наслідків, бо Степан Охримович ні до чого не признався й не дав жодних показань щодо діяльності ОУН. Тому його було звільнено зі слідчої в'язниці, але з дуже підірваним здоров'ям, як наслідок побоїв у в'язниці.
10 квітня 1931 року, у Великодну П'ятницю, кілька днів після виходу з тюрми, Степан Охримович помер у домі своїх батьків у селі Завадів біля Стрия. Похорон відбувся на самий Великдень.

### Некролог на його смерть
В офіціозі ОУН «Розбудова Нації», чч. 5—6 за травень-червень 1931 року, подано було таку посмертну згадку: 
| «Степан Охримович — заприсяжений член Організації Українських Націоналістів» і редактор Бюлетеня Крайової Екзекутиви ОУН західньоукраїнських земель, помер 10 квітня 1931 р. в Завадові коло Стрия, невдовзі по виході з ляцької тюрми. Степан Охримович, син о. Богдана й Анни, народився 18 вересня 1905 р в Сколім, у Галичині. Дитячі роки провів у своїх батьків у Корчині, п. Сколе, де скінчив народню школу. Нижчу ґімназію скінчив в «Академічній Ґімназії» у Львові, вищу в Стрию, де в 1923 р. склав іспит зрілости з відзначенням. По матурі один рік студіює в Українському Університеті (тайнім) у Львові, однак тяжка недуга змусила небіжчика перервати студії. Щойно по видужанні записався на філософічний відділ львівського університету й цього року мав одержати маґістерський диплом. Небіжчик помітно вирізнявся серед галицької молоді як її організатор та ідеолог. Будучи членом ще давнього «Союзу Української Націоналістичної Молоді», працює в ньому в ідеологічній ділянці і є одним із редакторів «Юнацтва». Заразом працює в станових студентських організаціях та в «Пласті». Редаґує «В дорогу» (1927 р.), є головою «Українського Студентського Товариства» в Стрию, осавулом «Загону Червоної Калини», членом другого Конґресу УУСП3, делеґатом крайового студентства на З'їзд «Цесусу» в Празі (1928–1929), головою філії «Товариства Наукових Викладів ім. П. Могили» у Львові, ініціятором 1-ї Крайової Студентської Конференції (1929), що покликала до життя І УСК, членом ред. гуртка «Студентський Шлях». У 1929 р. бере участь у «Конґресі Українських Націоналістів» у Відні, після чого, як присяжний член ОУН, працює в «Крайовій Екзекутиві ОУН західньоукраїнських земель», спершу як організаційний референт, згодом як референт пропаґанди і редактор «Бюлетеня». Крім цього, був організатором Стрийщини, і не лише серед націоналістів, а й на культурно-освітньому полі. Майже не було свята чи неділі, що не застали б його на селі; зокрема робота серед сокільства визначалася таким успіхом, як величний сокільський здвиг у Стрийщині, що його небіжчик підготовив у 1929 році. Попри велику активність на громадському й політичному відтинках, небіжчик не занедбував і наукової праці. Ще з часів Українського Університету він досліджував деякі наукові питання, між ін., під час кількарічної праці в Національному Музеї; деякі студії, як, наприклад, про староукраїнську книгу, про петрикування тощо, вже оголошено друком. Останніми часами він підготовляв більшу монографію про творчість Леся Мартовича. Активність небіжчика, а зокрема праця в нелегальних організаціях була причиною, що він кілька разів попадав в ляцьку тюрму. Його останнє перебування у Стрию і Львові незвичайно підірвало і без того слабке здоров'я та приспішило його смерть. Кришталево чистого характеру, сильної волі, витривалий, послідовний у змаганнях за ідею, визначний своєю муравлиною і безкорисливою працею, безпретенсійний, а проте ризикуючи своєю особою, коли йшло про загальну справу, загальновідомий і люблений як між крайовою молоддю, так і між: емігрантами, — небіжчик належав до тих нечисленних одиниць, які з самопосвятою повністю віддали себе ідеї, змагаючись за її здійснення в перших рядах та кидаючись у найзагрозливіші місця, або там, де треба було збільшеної напруги, самовідречення і вийняткової витривалости в праці, то знову там, де з'явилися прориви, недостачі, брак людей чи охочих до діла, або там, Де треба було дати ініціятиву, нову думку й почин, зрушити справу з місця. Таких людей кожна організація цінить на вагу золота, бо вони є її підпорою та запорукою її існування і розвитку. Тому велику, велику втрату зазнала Організація Українських Націоналістів і за останні бурхливі й тяжкі часи на Західній Україні смерть Степана Охримовича — це найтяжчий для неї удар. Похорони Степана Охримовича відбулися на самий Великдень, 12 квітня 1931 р. в селі Завадові коло Стрия, з участю кількатисячних мас селянства й стрийської інтеліґенції, головно молоді. Після відправи в хаті, товариші небіжчика винесли домовину і на подвір'ї його попрощав мец. Калуський від стрийської громади. По тому при звуках стрийської сокільської оркестри та селянських хорів із Завадова й Конюхова жалобний похід вирушив до перкви. По Богослужбі в церкві похід рушив далі, на цвинтар за селом. "Хор співав «Христос Воскрес». Востаннє прощають небіжчика о. Матковський, студент Дармохвал від «Загону Червона Калина», студент Петрина від стрийського студентського товариства, проф. Кобат від громадян Голобутова, Завадова й Нежухова, де працював небіжчик, та студент Гладкий від загалу українського студентства. Похорон, який був величною національною маніфестацією, закінчився піснями: «Ви жертвою в бою», «Видиш, брате мій» та «Гей у лузі». Заходяче сонце кидає останні проміння на домовину, на яку складено пластовий капелюх, хустину й терновий вінець … Так не стало одного з юнаків, отих «дітей сонця і весни», що літом бачать їх полонини Карпат, ріки Волині й Підкарпаття. Так не стало одного Вірла-Скоба, що хотів «знятися над хмари, проміряти тернистий шлях України і ввести Вітчизну на дорогу щастя», як кажуть слова пластової присяги. Так не стало одного «лицаря абсурду», що з вірою в краще майбутнє Української Нації вів українську молодь по шляху праці, пожертви і відданости Батьківщині. Так не стало одного шляхетного, доброго сина України, що впав при праці на шляху реалізації великої ідеї — Самостійної Соборної України. Він вмер… умер лише тілом. Бо дух його буде далі жити між нами, що залишилися здійснювати нашу спільну мету. «Вічна Тобі пам'ять, Друже!» |